# Kunegundis zur Lippe
Kunegundis von der Lippe (* vor 1200; † nach 1220) war Äbtissin im Stift Freckenhorst.

## Leben

### Herkunft und Familie
Kunegundis von der Lippe entstammte als Tochter des  Bernhard zur Lippe und seiner Gemahlin Heilwig von Are-Hochstaden dem Hochadelsgeschlecht zur Lippe. Einige ihrer elf Geschwister traten in den kirchlichen Dienst, so Otto, Bischof von Utrecht, Bernhard, Bischof von Paderborn, Gebhard, Erzbischof von Bremen, Dietrich, Propst in Deventer, Gertrud, Äbtissin in Herford, und Ethelind, Äbtissin in Bassum. Ihr Bruder Hermann war Nachfolger im Haus Lippe.

### Werdegang und Wirken
Kunegundis war Nachfolgerin der Äbtissin Goda. Aus ihrer Amtszeit sind wenige Dokumente erhalten. Sie tritt nur einmal namentlich in einer Urkunde auf. Es ging hier am 30. Oktober 1219 um die Schlichtung eines Streits der Metelener Äbtissin Gertrud mit dem Freckenhorster Dechanten über einen Zehnt.
Das Heilige Kreuz genoss in Freckenhorst besondere Verehrung. Es war zeitweise sogar namensgebend für das Stift. Die Kreuzverehrung, in langer Tradition jährlich am 3. Mai oder dem folgenden Sonntag in Freckenhorst gefeiert, gewann unter Kunegundis und deren Nachfolgerinnen erheblich an Bedeutung.
Kunegundis Todesjahr ist nicht bekannt. Ihre Nachfolgerin Ida trat ihr Amt als Äbtissin etwa 1225 an.